# Bergpitohui
De bergpitohui (Pitohui dichrous) is een soort vogel uit het geslacht Pitohui uit de familie van de wielewalen en vijgvogels.

## Kenmerken
De bergpitohui lijkt qua grootte en postuur op een merel, hij is 23 cm. De kop, vleugels en staart zijn zwart, de rest van het lijf is roodbruin. Er zijn diverse ondersoorten. De vogel wordt vaak gezien als hij plotseling tevoorschijn komt uit struikgewas of aan de rand van oerwoud.

## Verspreiding en leefgebied
De vogel komt voor door het centrale bergland van Nieuw Guinea en op het eiland Japen. De leefgebieden liggen meestal op een hoogte tussen de 600 en 1700 meter boven de zeespiegel, maar plaatselijk -daar waar de bonte pitohui ontbreekt- ook op zeeniveau. De vogel komt voor in tuinen, langs bosranden en in ondergroei. De vogel foerageert op kleine ongewervelde dieren en kleine vruchten.

## Status
De grootte van de populatie is niet gekwantificeerd, de vogel is echter redelijk algemeen en staat daarom als niet bedreigd op de Rode Lijst van de IUCN.

## Giftig
De ornitholoog Jack Dumbacher ontdekte in 1989 bij toeval dat de bergpitohui een giftige huid en veren had. Uit nader onderzoek bleek dat deze pitohui als afweer het batrachotoxine bezat, een gifstof die bekend is van pijlgifkikkers uit Midden- en Zuid-Amerika. Bekend is dat de vogels de gifstof niet zelf aanmaken. Waarschijnlijk krijgen ze het gif binnen via een giftige keversoort (Choresine pulchra Melyridae, Bloemweekschilden) die als voedsel dient. Op deze manier komen ook de pijlgifkikkers aan hun giftige afscheiding. Inmiddels is batrachotoxine ook aangetroffen in de huid en veren van de blauwkapifrita (Ifrita kowaldi), de bonte pitohui (P. kirhocephalus) en de roestpitohui (P. ferrugineus). Het gebruik van gifstoffen als afweermiddel bij vogels was daarvoor alleen bekend bij de plaatselijke bevolking, maar niet bij onderzoekers.